# Sylvie Desgroseilliers
Sylvie Desgroseilliers, geboren als Sylvie Guimont (* 1965 in Montreal) ist eine kanadische Gospel- und Soul-Sängerin haitianischer Abstammung.

## Karriere
Sylvie Desgroseilliers arbeitete bis zum Alter von 35 Jahren in einer Rechtsanwaltskanzlei und sang lediglich in ihrer Freizeit in Kirchenchören, unter anderem im Montreal Jubilation Gospel Choir und im Chœur Gospel Célébration de Québec. Anschließend begann sie hauptberuflich als Sängerin zu arbeiten. Sie trat in den Musicals Rock at the Opera, Belle & Bum und Génération Motown auf. Im Jahr 2005 sang Desgroseilliers die Nationalhymne bei der Zeremonie zur Amtseinführung der Generalgouverneurin von Kanada Michaëlle Jean und veröffentlichte im selben Jahr ihr erstes Album Sylvie Desgroseilliers bei Universal Music Canada. Ihr zweites Album Ensemble veröffentlichte sie im Jahr 2009. Sie singt sowohl in englischer als auch in französischer Sprache. Desgroseilliers trat im Jahr 2005 in einem umjubelten Auftritt auf dem weltweit größten Jazzfestival, dem Festival International de Jazz de Montréal gemeinsam mit Patti LaBelle auf. Im Jahr 2006 sang sie bei der Eröffnungsveranstaltung der Outgames in Montreal. Außerdem tritt sie in verschiedenen Sendungen des kanadischen Fernsehens, auf Tourneen und im Rahmen von Festivals auf und arbeitet weiterhin in Musicals. Zu Beginn des Jahres 2015 sorgte der Auftritt von Sylvie Desgroseilliers in der Castingshow La Voix im kanadischen Fernsehen für Aufsehen. Neben Anerkennung für ihre kraftvolle Stimme erhielt sie Kritik, aufgrund ihres Alters nehme sie jüngeren Teilnehmern den Platz weg.

## Familie
Sylvie Desgroseilliers ist verheiratet und hat zwei Söhne.